# Supercoppa Sudamericana 1994
La Supercoppa Sudamericana 1994 è stata la settima edizione del torneo. Alla manifestazione parteciparono 16 squadre, e il vincitore fu l'Independiente.

## Formula
Le squadre si affrontano in turni a eliminazione diretta.

## Partecipanti
| Nazione   | Squadra            |
| --------- | ------------------ |
| Argentina | Argentinos Juniors |
| Argentina | Boca Juniors       |
| Argentina | Estudiantes (LP)   |
| Argentina | Independiente      |
| Argentina | Racing Club        |
| Argentina | River Plate        |
| Brasile   | Cruzeiro           |
| Brasile   | Flamengo           |
| Brasile   | Grêmio             |
| Brasile   | San Paolo          |
| Brasile   | Santos             |
| Cile      | Colo-Colo          |
| Colombia  | Atlético Nacional  |
| Paraguay  | Olimpia            |
| Uruguay   | Nacional           |
| Uruguay   | Peñarol            |

## Incontri

### Ottavi di finale

#### Andata
| Arbitro: | Imperatore |

|                              |           |          |
| Francescoli 18’ (rig.) Amato | Marcatori | Canobbio |

| Arbitro: | Castrilli |

|                      |           |  |
| M. Sanabria Delvalle | Marcatori |  |

| Arbitro: | Rodas |

|                   |           |  |
| Rambert ?’ (aut.) | Marcatori |  |

| Rio de Janeiro 13 settembre 1994 | Flamengo    | 0 – 0 | Estudiantes | \| Arbitro: \| Dluzniewski \| |
| Arbitro:                         | Dluzniewski |       |             |                               |

| Arbitro: | Rezende |

|            |           |  |
| Bengoechea | Marcatori |  |

| Arbitro: | Chappel |

|                 |           |        |
| Toninho Pizarro | Marcatori | Torres |

| Arbitro: | Escobar Valdez |

|         |           |        |
| Fabinho | Marcatori | García |

| Medellín 22 settembre 1994                    | Atlético Nacional | 0 – 2       | São Paulo |  |
| \| \| \| \| \| \| Marcatori \| Caio Euller \| |                   |             |           |  |
|                                               |                   |             |           |  |
|                                               | Marcatori         | Caio Euller |           |  |

#### Ritorno
| Arbitro: | João Araujo |

|  |           |       |
|  | Marcatori | Amato |

| Belo Horizonte 22 settembre 1994                            | Cruzeiro  | 4 – 0 | Olimpia |  |
| \| \| \| \| \| Cleisson Nonato Edenilson \| Marcatori \| \| |           |       |         |  |
|                                                             |           |       |         |  |
| Cleisson Nonato Edenilson                                   | Marcatori |       |         |  |

| Arbitro: | Matto |

|                                   |           |  |
| Arzeno Usuriaga Rambert ?’ (rig.) | Marcatori |  |

| Arbitro: | Farina |

|                 |           |  |
| Ferreira Méndez | Marcatori |  |

| Arbitro: | Cerdeira |

|                               |           |          |
| Da Silva Carranza Pico Fabbri | Marcatori | Aguilera |

| Arbitro: | Ortubé |

|       |           |      |
| Comas | Marcatori | Vega |

| Arbitro: | Da Rosa |

|            |           |                   |
| De Vicente | Marcatori | Fabinho Carlinhos |

| Arbitro: | Lamolina |

|          |           |                 |
| Palhinha | Marcatori | Serna ?’ (rig.) |

### Quarti di finale

#### Andata
| Arbitro: | Hay |

|                                        |           |        |
| Etcheverry ?’ (rig.) Pizarro ?’ (rig.) | Marcatori | Ailton |

| Arbitro: | González |

|       |           |  |
| Verón | Marcatori |  |

| Arbitro: | Imperatore |

|       |           |         |
| Ayupe | Marcatori | Rambert |

| Buenos Aires 5 ottobre 1994 | River Plate | 0 – 0 | Boca Juniors | \| Arbitro: \| Castrilli \| |
| Arbitro:                    | Castrilli   |       |              |                             |

#### Ritorno
| Arbitro: | Pérez Hoyos |

|                               |           |          |
| Euller Aílton Müller Palhinha | Marcatori | Fracchia |

| Arbitro: | Matto |

|                                           |           |  |
| Roberto Gaúcho Nonato ?’ (rig.) Edenilson | Marcatori |  |

| Arbitro: | Escobar Valdez |

|                |           |  |
| Usuriaga López | Marcatori |  |

| Arbitro: | Lamolina |

|                                      |                      |                                          |
| Carranza                             | Marcatori            | Francescoli                              |
| Márcico Da Silva Rudman Acuña Gamboa | Tiri di rigore 5 – 4 | Francescoli Amato Rivarola Silvani Berti |

### Semifinali

#### Andata
| Arbitro: | Imperatore |

|                            |           |  |
| Carranza Márcico ?’ (rig.) | Marcatori |  |

| Arbitro: | González |

|           |           |  |
| Edenilson | Marcatori |  |

#### Ritorno
| Arbitro: | Matto |

|      |           |  |
| Caio | Marcatori |  |

| Arbitro: | Rodas |

|                             |           |  |
| Usuriaga Rambert Serrizuela | Marcatori |  |

### Finale

#### Andata
| Arbitro: | Ruscio |

|          |           |         |
| Martínez | Marcatori | Rambert |

#### Ritorno
| Arbitro: | Lamolina |

|         |           |  |
| Rambert | Marcatori |  |